# Jorge Alberti
Jorge Alberti  (Mayagüez, Puerto Rico, 1977. március 30. –) Puerto Ricó-i színész.

## Élete és pályafutása
Jorge Alberto Martínez néven született 1977. március 30-án. 2001-ben szerepet kapott a Mint a filmekben című sorozatban. 2004-ben megkapta Pablo szerepét az Ángel rebelde című sorozatban. 2008-ban főszerepet kapott a Vuélveme a quererben. 2008. december 26-án feleségül vette Katia Parrillát. 2009. szeptember 15-én megszületett kislánya, Isabella Mía. 2011-ben a A császárnő című sorozatban Nicolás szerepét játszotta.

## Filmográfia

### Telenovellák
- Hombre tenías que ser (2013) - Franco Santoyo
- A bosszú angyala (La otra cara del Alma) (2012) - Armando de Alba
- A császárnő (Emperatriz) (2011) - Nicolás Galván
- Vuélveme a querer (2009) - Ricardo Robles
- Don Amor (2008) - Lucián Carvajal
- Lola (2007) - Lalo Padilla
- Dueña y Señora (2005) - Willy Santarosa
- Anita, no te rajes (2004) - El Fresa
- Ángel rebelde (2004) - Pablo
- Elbüvőlő szerelem (Amor descarado) (2003) - Gustavo
- Vadmacska (Gata Salvaje) (2002)- José Ignacio
- Mint a filmekben (Como en el cine) (2001)